# Stigmella maculifera
Stigmella maculifera là một loài bướm đêm thuộc họ Nepticulidae. Nó được miêu tả bởi Puplesis và Diškus năm 2003. Nó được tìm thấy ở miền bắc region of Oman.